# 联合国安全理事会第39号决议
《联合国安理会39号决议》是于1948年1月20日在联合国安全理事会第230次会议上通过的。该决议是关于克什米尔问题的，以9票赞成，2票弃权（烏克蘭和蘇聯）通过。
决议决定就克什米尔问题成立一三国委员会进行调查和调停，成员国分别由争端双方印度和巴基斯坦各推选一国，再由此二国推选一国组成。

## 相关决议
- 联合国安理会38号决议